# São José do Torto
São José do Torto é um distrito do município brasileiro de Sobral, no interior do estado do Ceará. Segundo o censo demográfico de 2022, realizado pelo Instituto Brasileiro de Geografia e Estatística (IBGE), sua população era de 1 060 habitantes e havia 413 domicílios particulares permanentes ocupados. Foi criado pela lei municipal nº 111 de 24 de novembro de 1989.
De acordo com o IBGE, em 2010 a população era de 1 062 habitantes e havia 450 domicílios particulares.

## Recursos minerais
Na localidade de Fazenda Angustura ocorrem minérios de ferro de alto teor (56 a 67% de ferro) constituídos exclusivamente de hematita como blocos maciços coluvionares, e na forma de diques nos calcários da Formação Frecheirinha e nos quartzitos da Formação Coreaú, ambas do Grupo Ubajara. A origem do minério está associada a manifestações hidrotermais Granito Mucambo, que remobilizou o ferro existente nas ardósias da Formação Caiçaras e o reconcentrou tanto nesta formação geológica quanto em fraturas da região.